# SNK
SNK ( яп. 株式会社 エ ス · エ ヌ · ケ イ кабусікі-ґайся ЕСУ ену Кей, «Shin Nihon Kikaku Electronics Corporation») — японська компанія з розробки й виробництва електронних ігрових систем та відеоігор.

## Історія

### Заснування
Компанія «SNK» (скорочення від «Shin Nihon Kikaku», що означає «проєкт нової Японії», «нова Японія») створювалася як незалежний розробник і виробник електроніки та програмного забезпечення. В умовах дедалі більшої популярності відеоігор швидко переорієнтувала свою діяльність виключно на розробку й виробництво електронних ігрових автоматів і відеоігор. Компанія була заснована в 1978 році в місті Осака, Японія. Заснував компанію Кавасакі Ейкіті (Kawasaki Eikichi). У 1979 році компанія представила свою першу відеогру й однойменний ігровий автомат — «Ozma Wars».
Продовжуючи розробку й виробництво ігрових автоматів та відеоігор, прагнучи розширити ринок збуту, компанія вийшла на американський ринок. Представництво в США було відкрито в 1981 році. Відділення отримало назву «SNK Corporation of America», розташоване у місті Саннівейл (Sunnyvale), штат Каліфорнія. Очолив його Джон Роу (John Rowe).
До середини 1980-х років компанія випустила понад 20 відеоігор і однойменних ігрових автоматів, повністю ігноруючи ринок домашніх електронних ігрових систем. Причиною цього була загальна і затяжна економічна криза на ринку домашніх ігрових систем. Але завдяки зусиллям компанії «Nintendo» ця криза була подолана. У цих умовах компанія SNK ухвалила рішення про створення відділення, яке буде орієнтоване винятково на розробку оригінальних відеоігор для домашніх ігрових систем, а також портування відеоігор з ігрових автоматів на домашні ігрові системи. Відділення було відкрито в 1985 році, отримало назву «SNK Home Entertainment», розташовувалося в місті Торранс (штат Каліфорнія). Завдяки зусиллям «SNK Home Entertainment», наприклад, у 1986 році відеогра «Ikari Warriors» з однойменного ігрового автомата була перенесена на наступні домашні електронні системи: «Atari 2600», «Atari 7800», «Commodore 64», «Commodore Amiga» і «NES».

### 1986—2001: SNK Corporation

#### «Neo-Geo Multi-Video System» та «Neo-Geo Advanced Entertainment System»
В кінці 1980-х років компанія процвітала, але намітилися кризові явища в індустрії ігрових автоматів, основній сфері діяльності компанії «SNK». Причин цьому було декілька. Головні причини — поява нового покоління ігрових приставок і динамічний розвиток відеоігор. Ігрові автомати коштували дорого, інтерес гравців до них падав, потенційні гравці знаходили гідну альтернативу в ігрових приставках. При цьому ігровий автомат підтримував тільки конкретну гру і розроблявся для неї, необхідність заміни відеоігри на ігровому автоматі призводила до необхідності заміни самого автомата, тобто покупки нового. У цих умовах ігровий автомат просто не встигав окупити власну вартість, як наслідок зали ігрових автоматів закривалися, а їхні власники розорялися. Вирішення цієї проблеми «SNK» побачила у створенні ігрового автомата нового покоління, здатного підтримувати кілька ігор одночасно, з можливістю їхньої подальшої заміни. У 1988 році почалася розробка такого ігрового автомата. Перший ігровий автомат з можливістю підтримки декількох ігор одночасно і змінних картриджів з'явився в 1989 році, називався він «Neo-Geo Multi-Video System» («Neo-Geo MVS»). Новий ігровий автомат був гідно оцінений і набув широкого поширення — став популярним.
Досягнутих успіхів керівництву «SNK» виявилося замало, було прийнято рішення створити власну домашню ігрову систему. У 1991 році компанією була випущена ігрова приставка «Neo-Geo Advanced Entertainment System» («Neo-Geo AES»). Технічно ігрова приставка була ідентична ігровому автомату «Neo-Geo MVS». Ігри переносилися з ігрового автомата на приставку, хоча існували незначні конструктивні відмінності картриджів для систем. Картриджі для «Neo-Geo AES» зазвичай включали дві версії гри: версію для ігрового автомата і версію для ігрової приставки, в яку були внесені деякі зміни, які визначаються переважно відмінністю специфік гри на автоматі і приставці. Наприклад, замість необхідності кидати жетони для додавання кредитів та можливостей продовження гри у версії для приставки вводилося просто обмеження для числа продовжень. Приставка «Neo-Geo AES» була абсолютним лідером свого часу з технічної точки зору, єдиною її проблемою була її ціна — сама приставка і картриджі були дуже дорогими. Приставка була бажаною для маси гравців, але так і не стала масовою.

#### «Neo-Geo CD», «Hyper Neo-Geo 64» и «Neo-Geo Pocket»
Початок 1990-х років було найкращим часом для «SNK». Ігрові системи компанії не були масовими, але ніхто не оскаржував того, що вони були кращими. Задоволена статусом, компанія виробляє елітарну продукцію, SNK спочивала на лаврах. Саме в цій ситуації почалося падіння компанії, що завершилося не тільки втратою статусу технічного лідера, але і повним економічним фіаско — банкрутством. Тоді як інші представники ігрової індустрії йшли до планомірного переходу від двомірних відеоігор до тривимірних, «SNK» чомусь зволікала. На тлі нових ігрових систем від компаній «Panasonic», «Sega», «Sony», а пізніше «Nintendo», SNK залишалася вірною традиційній двовимірній графіці. У 1994 році компанія випустила модернізовану версію ігрової приставки «Neo-Geo AES» — «Neo-Geo CD». Головною відмінністю нової ігрової приставки була наявність приводу для читання компакт-дисків. Ціна приставки залишалася досить високою, але вартість ігор для неї стала значно нижчою. При тому, що «Neo Geo CD» отримала досить широке поширення, в ній був ряд недоліків, головним з яких був CD-привід. Швидкість читання дисків була низькою і тривале очікування завантажень ігор швидко стомлює. Виправити цей недолік мала модернізована версія «Neo Geo CD», яка з'явилася у продажу в 1995 році, називалася вона «Neo-Geo CD (Z)». Швидкість читання з диска була збільшена в два рази, але було вже занадто пізно що-небудь міняти в старій ігровій системі, балом тепер правили технічно більш досконалі ігрові приставки нового покоління. Через три роки після початку продажів виробництво «Neo-Geo CD (Z)» було зупинено. Ігрова приставка «Neo-Geo CD» була першим провалом «SNK», не стільки з комерційної точки зору, скільки з технічної. Технічна відсталість продукції стала характерною рисою для компанії в період другої половини 1990-х років.
Керівництво компанії було стурбоване проблемою технічного відставання ігрових систем. Ігрові системи конкурентів удосконалювалися, потрібно було щось міняти. У 1997 році компанія представила нову розробку — ігровий автомат «Hyper Neo-Geo 64». На базі ігрового автомата планувалося випустити ігрову приставку, як у випадку з «Neo-Geo MVS». Новий ігровий автомат працював з тривимірною графікою, але до моменту своєї появи технічно вже не тільки не обганяв ігрові системи конкурентів, але навіть поступався їм. Для «Hyper Neo-Geo 64» вийшло всього сім ігор, це був черговий провал для «SNK».
У прагненні хоч якось зміцнитися на динамічному ринку ігрової індустрії компанія спробувала освоїти новий для себе сектор — сектор портативних електронних ігрових систем. У 1998 році була випущена портативна ігрова система «Neo-Geo Pocket». Система мала чорно-білий екран, а через два місяці лідер в цьому секторі ринку, компанія «Nintendo», випустила «Game Boy Color» з кольоровим екраном. В результаті нова ігрова система від SNK виявилася такою ж технічно застарілою, як «Neo-Geo CD» і «Hyper Neo-Geo 64». Перед тим, як завіса опустилася над SNK остаточно, компанія встигла випустити в 1999 році ігрову систему — модернізовану версію «Neo-Geo Pocket» — «Neo-Geo Pocket Color», яка перевершувала «Game Boy Color» за своїми можливостями. Початок продажів нової портативної системи обнадіювали, але за підсумками року вдалося зайняти лише 2 % світового ринку ігрових портативних систем замість очікуваних 10 %.

### 2001—2003: Банкротство та Playmore Corporation
Стан бізнесу на початку 2000-х погіршився, тоді компанія відмовилася від підтримки домашньої гральної консолі Neo Geo та Neo Geo World, які привели до незворотніх наслідків. Через це була скасована версія гри для Neo Geo Pocket Color, Puzz Loop (відома як Ballistic в Японії), яка була розроблена Mitchell Corporation і мала бути видана SNK у 2000 році.
Вони випустили пригодницькі, ритмічні та RPG ігри для Sega Saturn, PlayStation і Dreamcast, включаючи Shinsetsu Samurai Spirits Bushidō Retsuden, Athena: Awakening from the Ordinary Life, Koudelka і Cool Cool Toon. Однак ситуація не покращилася, оскільки вони не були хітовими.
У січні 2000 року поганий фінансовий стан SNK призвів до його придбання Aruze, компанії, відомої своїми машинами для патінко і як материнської компанії іншої відеоігрової компанії SETA. Замість розробки відеоігор з використанням інтелектуальних властивостей SNK, вироблялися машини патінко, які представляли такі популярні серії, як King of Fighters. SNK не досягала значних успіхів на відеоігровому ринку, оскільки за деякою інформацією Aruze навмисно недофінансовувала SNK.
SNK закрив усі американські операції 13 червня 2000 року. Компанія продала права на розповсюдження в Північній Америці аркадних систем MVS і фотосистем Neo Print. Вона також ліцензувала північноамериканські локалізації деяких консольних релізів стороннім компаніям.
З низьким моральним духом і неясним майбутнім багато співробітників компанії залишили роботу. Деякі приєдналися до конкурента Capcom, а інші заснували розробника Dimps або навіть влаштувалися до Arc System Works (яка в 2015 році отримала права на Voltage Fighter Gowcaizer в рамках покупки колишніх активів Technōs Japan). Кавасакі разом з п'ятьма іншими колишніми керівниками SNK фінансували створення BrezzaSoft, яка продовжувала розробляти ігри Neo Geo, такі як The King of Fighters 2001. Спостерігаючи за кінцем компанії, засновник Ейкічі Кавасакі залишив SNK разом з іншими керівниками, щоб заснувати компанію під назвою Playmore 1 серпня 2001 року.
30 жовтня 2001 року SNK подала заяву про банкрутство та виставила права інтелектуальної власності на свої франшизи на аукціон. Ліцензії на виробництво ігор SNK і права на розробку франшиз були продані кільком іншим компаніям. Серед них: BrezzaSoft, яка створювала франшизу The King of Fighters у період з 2001 по 2002 рік, і Mega Enterprise, яка випустила Metal Slug 4.
Щоб повернути контроль над SNK, нова компанія Кавасакі, Playmore, 30 жовтня 2001 року успішно брала участь у торгах і отримала права інтелектуальної власності SNK. Потім компанія почала збільшувати свої активи та знову наймати колишніх співробітників SNK.
Щоб відновити свою присутність на відеоігровому ринку, Playmore придбала BrezzaSoft та її колишніх розробників SNK, а також японську компанію Noise Factory, розробника ігор для Neo Geo. Компанія Sun Amusement, японський дистриб'ютор комерційних ігор, була придбана SNK, щоб забезпечити компанії розповсюдження аркадних ігор в Японії. Міжнародні офіси були створені в Південній Кореї, Гонконгу та Сполучених Штатах під назвою SNK NeoGeo для комерційного, а пізніше і для споживчого розповсюдження ігор. Усі придбані компанії були об'єднані в SNK Playmore у липні 2003 року, коли Playmore повернула права на використання назви SNK від Aruze. У тому ж році SNK придбала ADK незабаром після того, як подала заяву про банкрутство. Раніше ADK була сторонньою компанією, яка була тісно пов'язана з SNK з кінця 1980-х років. Діяльність SNK Playmore в Японії вже багато в чому нагадувала оригінальну компанію: у SNK було багато співробітників, які пішли після подання заяви про банкрутство, але згодом займали колишню посаду.
У жовтні 2002 року Кавасакі подав до суду на Aruze за порушення авторських прав, вимагаючи 6,2 мільярда японських єн ($49 446 510) відшкодування збитків. Він зазначив, що Aruze продовжував використовувати інтелектуальну власність SNK після того, як Playmore знову її придбала. У січні 2004 року окружний суд Осаки ухвалив попереднє рішення на користь SNK Playmore, присудивши йому 5,64 мільярда єн (44 980 374 долари.